# Nanorana parkeri
Nanorana parkeri é uma espécie de anfíbio da família Ranidae.
Pode ser encontrada nos seguintes países: China, Nepal, possivelmente Butão, possivelmente Índia e possivelmente em Paquistão.
Os seus habitats naturais são: florestas temperadas, matagal de clima temperado, campos de gramíneas de clima temperado, campos de altitude subtropicais ou tropicais, rios, pântanos, lagos de água doce e marismas de água doce.
Está ameaçada por perda de habitat.